# Motosu

Motosu (本巣市 Motosu-shi?) este un municipiu din Japonia, prefectura Gifu.